# Neolophonotus suillus
Neolophonotus suillus là một loài ruồi trong họ Asilidae. Neolophonotus suillus được Fabricius miêu tả năm 1805.